# Higashishiiya-Wasserfall
Der Higashishiiya-Wasserfall (japanisch 東椎屋の滝 Higashishiiya-no-taki) ist ein Wasserfall im heutigen Ortsteil Ajimumachi-Higashi-Shiiya der Stadt Usa in der japanischen Präfektur Ōita auf Kyūshū. Er hat eine Fallhöhe von etwa 85 Metern und liegt am Taki (滝川, „Wasserfallfluss“), einem Zufluss des Tsubusa (津房川), der Richtung Norden als Yakkan (駅館川 Yakkan-gawa) in die Seto-Inlandsee fließt.
Der Higashishiiya-Wasserfall ist Teil der 1990 vom Umweltministerium aufgestellten Liste der Top-100-Wasserfälle Japans. Zusammen mit dem Nishishiiya-Wasserfall und dem Fukino-Wasserfall (jap. 福貴野の滝) wird auch von den „drei Wasserfällen von Usa“ (宇佐の三滝, Usa-no-Mitaki) gesprochen, da sie in der Umgebung von Usa, einer Stadt und Region im Norden der Präfektur liegen.
Weitere bekannte Wasserfälle in der Präfektur sind der Harajiri-Wasserfall und die Shindō-Wasserfälle.